# Zagryphus zulaya
Zagryphus zulaya är en stekelart som beskrevs av Ian D. Gauld 1997. Zagryphus zulaya ingår i släktet Zagryphus och familjen brokparasitsteklar. Inga underarter finns listade i Catalogue of Life.